# Xevioso tuberculata
Espèce
Synonymes
- Haemilla tuberculata Lawrence, 1939

Xevioso tuberculata est une espèce d'araignées aranéomorphes de la famille des Phyxelididae.

## Distribution
Cette espèce est endémique d'Afrique du Sud. Elle se rencontre au KwaZulu-Natal et au Mpumalanga.

## Description
Le mâle décrit par Griswold en 1990 mesure 9,13 mm et la femelle 7,81 mm.

## Publication originale
- Lawrence, 1939 : The genus Haemilla (Araneae) in South Africa. Annals of the Natal Museum, vol. 9, p. 269-281.